# Бабко Юрій Васильович
Ю́рій Васи́льович Бабко́ (4 жовтня 1923, Козелець — 1 листопада 1983, Київ) — український історик, дослідник діяльності Комуністичної партії України. Доктор історичних наук (1971). Професор.

## Біографія
Народився в родині службовця, партійного діяча Василя Якимовича Бабка. Учасник радянсько-фінської війни та Другої світової війни. Пройшов дорогами війни від Сталінграда до Будапешта.
Після демобілізації закінчив історичний факультет Київського педагогічного інституту (1950 рік), аспірантуру на кафедрі марксизму-ленінізму Київського університету.
У 1951—1953 роках працював асистентом Київського лісогосподарського інституту. Від серпня 1955 року — молодший науковий співробітник, потім старший науковий співробітник, від 1971 року — завідувач сектору, від 1976 року і до смерті — заступник директора з партійного архіву Інституту історії партії при ЦК КПУ — філіалу Інституту марксизму-ленінізму при ЦК КПРС.
28 червня 1971 року захистив докторську дисертацію — «Комуністична партія України в період завершення соціалістичної реконструкції народного господарства (1933—1937 роки)».
Працював у  наукових і координаційних радах, у колегії Головархіву УРСР, у редколегії «Українського історичного журналу».
Мав урядові нагороди.

## Праці
Автор близько 150 наукових праць (монографій, брошур, статей).
Брав участь у написанні:
- чотирьох видань «Нарисів історії КПУ»,
- «Нарисів історії Вінницької обласної партійної організації» (Одеса, 1980),
- праці «Народная война в тылу фашистских оккупантов на Украине. 1941—1944» (в двох книгах). — К., 1985.

Керував авторськими колективами
- «Історії ЛКСМУ» (1968, 1971, 1978, 1979),
- «Нарисів історії професійних спілок УРСР» (1983).

Автор та упорядник видання «ЛКСМУ в цифрах і фактах» (1977, 1978, 1982).
Інші праці:
- III Всеукраїнська конференція КП(б)У. — К., 1968 (у співавторстві).
- Партійне будівництво на Україні в 1933—1937 рр. — Львів, 1971.
- У боротьбі за соціалізм // З досвіду роботи КПУ в роки ІІ п‘ятирічки (1933—1937). — К., 1974.
- XXV з'їзд КПУ. — К., 1978 (у співавторстві).